# Thomas Pakenham, 8. Earl of Longford
Thomas Francis Dermot Pakenham, 8. Earl of Longford KBE auch bekannt als Thomas Pakenham (* 14. August 1933 in Bayswater, London) ist ein britischer Historiker, Schriftsteller und Vorsitzender der Irish Tree Society.

## Leben
Thomas Pakenhams Familie stammt aus der anglo-irischen Aristokratie. Sein Vater war Frank Aungier Pakenham, 7. Earl of Longford (1905–2001), ein Universitätsdozent für Politik in Oxford, der von 1945 bis 1951 in den Labour-Regierungen als Junior-Minister saß. Zwischen 1964 und 1968 war er als Lordsiegelbewahrer Kabinettsmitglied. Auch Thomas Pakenhams Mutter, Elizabeth Harman (1906–2002), eine anerkannte Historikerin, verfasste mehr als ein Dutzend Bücher. Zusammen mit seinen Geschwistern wuchs er in einer Welt der Literatur hinein und, noch ungewöhnlicher, eine Welt von Anglikanern, die zum Katholizismus übertraten. 
Er besuchte das Belvedere College in Dublin und das Ampleforth College in North Yorkshire. Nach dem Studium am Magdalen College der University of Oxford reiste Thomas Pakenham 1955 nach Äthiopien. Auf der Reise schrieb er sein erstes Buch The Mountains of Rasselas: Ethiopian Adventure. Das Buch wurde später als Dokumentarserie fürs Fernsehen verfilmt und diese mehrmals wiederholt. Nach seiner Rückkehr in England arbeitete er in der Redaktion der Times Educational Supplement und später für den The Sunday Telegraph und The Observer. In den nächsten Jahren pendelte er zwischen London und County Westmeath hin und her – wo er Vorsitzender der Irish-Tree-Gesellschaft und ehrenamtlich als Aufseher von Tullynally Castle tätig ist.
Seit dem 23. Juli 1964 war er mit Valerie Susan McNair-Scott (1939–2023) verheiratet, mit der er zwei Töchter und zwei Söhne hat. Das Ehepaar lebte abwechselnd in London und auf dem Familiensitz in Irland.
Den Titel des Earl of Longford erbte er 2001 beim Tode seines Vaters. Er verwendet ihn aber nicht, genauso wenig wie er zuvor den ihm zustehenden Höflichkeitstitel verwandt hatte.

## Werke
- The Mountains of Rasselas: Ethiopian Adventure
- The Year of Liberty: The History of the Great Irish Rebellion of 1798
- The Boer War
- The Scramble for Africa
- Meetings with Remarkable Trees
- Remarkable Trees of the World
- Remarkable Baobab

## Auszeichnungen
- WH Smith Literary Award
- Alan Paton Award